# Peter Mathews
Peter Mathews, né le 12 juin 1951 à Canberra en Australie, est un archéologue et épigraphiste mayaniste.
Il est diplômé de l'université de Calgary, où il a étudié sous la direction de David H. Kelley, et de l'université Yale, où il a obtenu un MPhil et un PhD, sous la direction de Michael D. Coe.
Il a été professeur à l'université de Calgary, à l'université Harvard et à l'université de Copenhague. Il est désormais professeur d'archéologie et de hiéroglyphes mayas à l'université La Trobe. Il a également été codirecteur du projet archéologique Naachtun entre 2005 et 2006.